# Morimotoíta
La morimotoíta es un mineral de la clase de los silicatos, que pertenece al grupo de los granates. Recibe su nombre de Nobuo Morimoto (1925-2010), mineralogista y profesor de las Universidades de Osaka y Kioto.

## Características químicas
La morimotoíta es un silicato de fórmula química Ca3(TiFe2+)(SiO4)3. Fue aprobada como especie válida por la Asociación Mineralógica Internacional en 1992, y publicada por primera vez en 1995. Cristaliza en el sistema isométrico. Su dureza en la escala de Mohs es 7,5.
Según la clasificación de Nickel-Strunz, la morimotoíta pertenece a "9.AD - nesosilicatos sin aniones adicionales; cationes en [6] y/o mayor coordinación" junto con los siguientes minerales: larnita, calcio-olivina, merwinita, bredigita, andradita, almandina, calderita, goldmanita, grosularia, henritermierita, hibschita, hidroandradita, katoíta, kimzeyita, knorringita, majorita, vogesita, schorlomita, spessartina, uvarovita, wadalita, holtstamita, kerimasita, toturita, momoiíta, eltyubyuíta, coffinita, hafnón, torita, thorogummita, zircón, stetindita, huttonita, tombarthita-(Y), eulitina y reidita.

## Formación y yacimientos
Fue descubierta en la mina Fuka, en la ciudad de Takahashi, en la prefectura de Okayama, en la Región de Chugoku (Honshū, Japón). También ha sido descrita en el complejo alcalino del río Ice, en la Columbia Británica (Canadá); en el río Morotu, en la provincia de Sajalín (Rusia); en el monte Rasvumtxorr, en el macizo de Jibiny, en la provincia de Múrmansk (Rusia); y en el condado de San Benito, en California (Estados Unidos).